# Kanton Le Bourg-d’Oisans
Der Kanton Le Bourg-d’Oisans war bis 2015 ein französischer Wahlkreis im Arrondissement Grenoble, im Département Isère und in der Region Rhône-Alpes. Er umfasste 20 Gemeinden, Hauptort war Le Bourg-d’Oisans. Vertreter im conseil général des Départements war zuletzt von 1998 bis 2015 Christian Pichoud (PS).

## Gemeinden
| Gemeinde                   | Einwohner Jahr | Fläche km² | Bevölkerungsdichte | Code INSEE | Postleitzahl |
| -------------------------- | -------------- | ---------- | ------------------ | ---------- | ------------ |
| Allemond                   | 999 (2013)     | –          | – Einw./km²        | 38005      | 38114        |
| Auris                      | 198 (2013)     | –          | – Einw./km²        | 38020      | 38142        |
| Besse                      | 140 (2013)     | –          | – Einw./km²        | 38040      | 38142        |
| Le Bourg-d’Oisans          | 3235 (2013)    | –          | – Einw./km²        | 38052      | 38520        |
| Clavans-en-Haut-Oisans     | 109 (2013)     | –          | – Einw./km²        | 38112      | 38142        |
| Le Freney-d’Oisans         | 248 (2013)     | –          | – Einw./km²        | 38173      | 38142        |
| La Garde                   | 108 (2013)     | –          | – Einw./km²        | 38177      | 38520        |
| Huez                       | 1413 (2013)    | –          | – Einw./km²        | 38191      | 38750        |
| Livet-et-Gavet             | 1234 (2013)    | –          | – Einw./km²        | 38212      | 38220        |
| Mizoën                     | 196 (2013)     | –          | – Einw./km²        | 38237      | 38142        |
| Mont-de-Lans               | 1208 (2013)    | –          | – Einw./km²        | 38253      | 38520        |
| Ornon                      | 136 (2013)     | –          | – Einw./km²        | 38285      | 38520        |
| Oulles                     | 12 (2013)      | –          | – Einw./km²        | 38286      | 38114        |
| Oz                         | 239 (2013)     | –          | – Einw./km²        | 38289      | 38114        |
| Saint-Christophe-en-Oisans | 106 (2013)     | –          | – Einw./km²        | 38375      | 38520        |
| Vaujany                    | 297 (2013)     | –          | – Einw./km²        | 38527      | 38114        |
| Vénosc                     | 773 (2013)     | –          | – Einw./km²        | 38534      | 38520        |
| Villard-Notre-Dame         | 26 (2013)      | –          | – Einw./km²        | 38549      | 38520        |
| Villard-Reculas            | 62 (2013)      | –          | – Einw./km²        | 38550      | 38114        |
| Villard-Reymond            | 38 (2013)      | –          | – Einw./km²        | 38551      | 38520        |